# Nils Melanoz
Nils Olsson Melanoz, född 13 april 1820 i Östra Ämterviks socken, död 23 april 1912 i Östra Ämtervik, var en svenska orgelbyggare och klockare i Östra Ämterviks församling. Han lärde sig troligen bygga orglar efter Andreas Åbergh orgelbyggd 1847 i Östra Ämterviks kyrka.

## Biografi
Melanoz föddes 13 april 1820 i Östra Ämtervik. Han var son till Olof Nilsson och Ingeborg Jansdotter. 1845 flyttade han till Västgården och gifte sig med Katrina Nilsdotter. Bodde 1849 på Östmansby. 1855 flyttade han med familjen till By.

## Orgelverk
| År              | Ursprunglig kyrka | Stift     | Bild | Manualer | Pedal | Stämmor | Bevarad orgel/fasad | Övrigt                                                           |
| --------------- | ----------------- | --------- | ---- | -------- | ----- | ------- | ------------------- | ---------------------------------------------------------------- |
| 1852 eller 1853 | Sunnemo kyrka     | Karlstads |      |          |       | 5       | Nej/Ja              | En ny orgel byggdes 1935 av E A Setterquist & Son, Örebro.       |
| 1857            | Hammarö kyrka     | Karlstads |      |          |       | 3       | Nej/Nej             | En ny orgel byggdes 1890 av Anders Gustaf Pettersson, Älvsbacka. |